# Petr Svobodný
Petr Svobodný (* 20. března 1958 v Praze) je český historik. Odborně se zaměřuje na dějiny lékařství a univerzitní dějiny.

## Život
Po maturitě na Akademickém gymnáziu v Praze vystudoval historii na Filozofické fakultě Univerzity Karlovy. V roce 1981 nastoupil do Okresního muzea v Jílovém u Prahy, odkud po několika letech přešel do Ústavu dějin lékařství 1. lékařské fakulty UK. Od počátku 90. let působí v Ústavu dějin UK a Archivu UK, kde od roku 2005 zastává post ředitele. V letech 2000–2004 byl rovněž vědeckým tajemníkem Výzkumného centra pro dějiny vědy (při AV ČR a UK) a kromě toho přednáší na Fakultě sociálních věd UK, FF UK a 1. LF UK. Z titulu své funkce vede redakční radu AUC – Historia Universitatis Carolinae Pragensis, vedle toho působí v několika dalších redakčních radách a vědeckých kolegiích. Podílel se mj. i na rozsáhlé syntéze o dějinách Univerzity Karlovy (red. Kavka – Petráň). Je předsedou Společnosti pro dějiny vědy a techniky.
Ve volném čase se mimo jiné věnuje orientačnímu běhu a komínářství.

## Dílo
výběr
- Dějiny pražských lékařských fakult 1348–1990. Praha : Univerzita Karlova, 1993. (s L. Hlaváčkovou)
- Pražské špitály a nemocnice. Praha : NLN, 1999. (s L. Hlaváčkovou)
- Dějiny Všeobecné fakultní nemocnice v Praze 1790–2010. Praha : Všeobecná fakultní nemocnice, 2011. (s L. Hlaváčkovou a J. Břízou)
- Dějiny lékařství v českých zemích. Praha : Triton, 2004. (s L. Hlaváčkovou)